# Adalbert von Pechmann
Adalbert Heinrich Alois Wendelin Freiherr von Pechmann (* 20. Oktober 1777 in Regen; † 9. März 1860 in Passau) war Passauer Weihbischof, Domdekan und Generalvikar.

## Leben
Der Sohn des kurbayerischen Kämmerers und Landrichters Heinrich von Pechmann (1736–1800) und dessen Ehefrau Maria Ludovica, geborene Freiin von Asch (1748–1820) studierte in Regensburg und empfing am 27. März 1801 die Priesterweihe. Anschließend war er u. a. Seelsorger in Loiching, Landkreis Dingolfing-Landau.
1822 unter Fürstbischof Leopold Leonhard von Thun und Hohenstein zum Generalvikar ernannt, wurde er am 24. Mai 1824 Weihbischof und Titularbischof von Canopus und am 25. Juli 1824 durch den Erzbischof von München und Freising Lothar Anselm von Gebsattel geweiht.
Nach dem Tod des Fürstbischofs Leopold Reichsgraf von Thun 1826 und dem Tode von dessen Nachfolger Karl Joseph Freiherr von Riccabona 1839 war er Kapitelsverweser (Administrator) des Bistums, 1831 wurde er Domdekan.